# Goh Chok Tong
Dans ce nom, le nom de famille, Goh, précède le nom personnel.
Pour les articles homonymes, voir Goh.
Goh Chok Tong (chinois simplifié : 吴作栋; chinois traditionnel : 吳作棟; pinyin : Wú Zuòdòng; Pe̍h-ōe-jī : Gô Chok-tòng; né le 20 mai 1941) est un homme politique singapourien, ancien Senior Minister de 2004 à 2011 et ancien Premier ministre de 1990 à 2004.